# Fanni Luukkonen
Fanni Maria Luukkonen, född 13 mars 1882 i Uleåborg, död 27 oktober 1947 i Helsingfors, var en finländsk lottaledare.
Luukkonen utbildade sig till folkskollärarinna och arbetade 1906–1913 i Uleåborg samt var 1913–1931 överlärare vid seminariets övningsskola i Sordavala. Hon var djupt religiös och engagerade sig även i nykterhetsarbetet. Hon anslöt sig efter kriget 1918 till lottarörelsen och utsågs 1929 till ordförande i centralstyrelsen för föreningen Lotta Svärd. Hon ledde landets största kvinnoorganisation fram till dess upplösning 1944.
Pjäsen Siniväriset från 2009, skriven av Okko Leo, Kati Kaartinen och Outi Nyytäjä, handlar om Fanni Luukkonen.